# باب البطاحي (بني العوام)

تعديل مصدري - تعديل

باب البطاحي هي إحدى قرى عزلة العريف بمديرية بني العوام التابعة لمحافظة حجة، بلغ تعداد سكانها 55 نسمة حسب تعداد اليمن لعام 2004.